# Tiroxina 5-deiodinasi
La tiroxina 5-deiodinasi è un enzima appartenente alla classe delle ossidoreduttasi, che catalizza la seguente reazione:
3,3′,5′-triiodo-L-tironina + ioduro + A + H+ ⇄ L-tiroxina + AH2
L'attività dell'enzima è stata dimostrata solo in direzione della 5-deiodinazione. La rimozione dello iodio in posizione 5 (cioè dall'anello interno), inattiva l'ormone tiroxina.